# Eilema elegans
Eilema elegans là một loài bướm đêm thuộc phân họ Arctiinae, họ Erebidae.